# NGC 2847
NGC 2847 ist ein H-II-Gebiet und eine große Sternassoziation in der Galaxie NGC 2848. 
Das Objekt wurde am  5. März 1855 von dem irischen Astronomen R. J. Mitchell, einem Assistenten von William Parsons, entdeckt.